# South Lake Tahoe, California
South Lake Tahoe este un oraș situat în munții Sierra Nevada la altitudinea de 1.901 m, pe malul lacului Tahoe, în comitatul El Dorado, statul  California,  Statele Unite ale Americii. Orașul se întinde pe suprafața de 42,7 km² și avea în anul 2000 circa 23.600 de locuitori. South Lake Tahoe este un centru turistic, orașul fiind amplasat la granița dintre statele federale americane California și  Nevada.

## Educație
South Lake Tahoe și comunitățile neîncorporate din împrejurime sunt deservite de Districtul Școlar  Unificat al South Lake Tahoe, care sunt compuse din patru școli generale (Școala Comunitară Bijou, Școala Generală Sierra House, Școala Generală Tahoe Valley și Școala Magnetului Științelor de Mediu), gimnaziu (Gimnaziu Tahoe South) și liceu (Liceul South Tahoe).
Din cauza bugetului limitat, Școala Generală Al Tahoe și Scoala Generală Meyers au fost închise în 2004; desi, Școala Generală Meyers a fost redeschisă ca Școala Magnetului Științelor de Mediu după ani buni de absență.
De asemenea,  South Lake Tahoe găzduiește Colegiul Comunitar Lake Tahoe.